# کوداچی
کوداچی (به ژاپنی: 小太刀, こだち Kodachi)، به معنای واقعی کلمه به " تاچی کوچک یا کوتاه (شمشیر)" ترجمه می‌شود، یکی از شمشیرهای ژاپنی سنتی (نیهونتو nihontō) است که توسط طبقه سامورایی ژاپن فئودال استفاده می‌شود.